# Syndyas vitripennis
Syndyas vitripennis är en tvåvingeart som först beskrevs av Enrico Adelelmo Brunetti 1913.  Syndyas vitripennis ingår i släktet Syndyas och familjen puckeldansflugor. Inga underarter finns listade i Catalogue of Life.